# Самандарова, Парвина Асад кизи
Парвина Асад кизи Самандарова (узб. Parvina Asad qizi Samandarova; род. 7 апреля 2001 года, Самаркандская область, Узбекистан) ― узбекская дзюдоистка-паралимпиец, выступающая в весовой категории до 57 кг и до 63 кг. Серебряный призёр Летних Паралимпийских игр 2020 года, призёр Параазиастких игр и Чемпионата мира, победительница Чемпионата Азии, победительница и призёр этапов Гран-при и Кубка мира.

## Карьера
В 2017 году на этапе Кубка мира по дзюдо среди слепых и слабовидящих в Ташкенте завоевала золотую медаль в категории до 57 кг, победив в финале китайскую дзюдоистку Жилян Лин. В 2018 году на Летних Параазиатских играх в Джакарте (Индонезия) в весовой категории до 63 кг завоевала бронзовую медаль. В этом же году на Чемпионате мира по дзюдо среди слепых и слабовидящих в Лиссабоне (Португалия) выиграла бронзовую медаль в своей весовой категории.
В 2019 году на этапе Гран-при в Баку (Азербайджан) завоевала бронзовую медаль в весовой категории до 57 кг. На Чемпионате Азии по дзюдо среди слепых и слабовидящих в Атырау (Казахстан) в своей весовой категории завоевала золотую медаль, победив Мелинду Гарини из Индонезии. На этапе Гран-при в Ташкенте выиграла золотую медаль, победив в финале азербайджанскую дзюдоистку Севду Валиеву.
В 2021 году на этапе Гран-при по дзюдо среди слепых и слабовидящих в Баку выиграла серебряную медаль в своей весовой категории и таким образом получила лицензию на Паралимпийские игры. На Летних Паралимпийских играх в Токио (Япония) в своей весовой категории в финале проиграла Севде Валиевой и таким образом завоевала серебряную медаль игр.

## Биография
Студентка факультета физической культуры Самаркандского государственного университета.
В 2021 году указом президента Узбекистана Шавката Мирзиёева награждена званием «Заслуженный спортсмен Республики Узбекистан».